# واحد من الناس (فلم)
واحد من الناس هو فيلم أكشن مصري صدر سنة 2006، من إخراج أحمد نادر جلال، وتأليف بلال فضل، وإنتاج إسعاد يونس، ومن بطولة كريم عبد العزيز، ومنة شلبي، وعزت أبو عوف، ومحمود الجندي، وبسمة، ورشا مهدي.

## ملخص القصة
تدور أحداث الفيلم حول محمود (كريم عبد العزيز) الشاب البسيط الذي يعمل حارس أمن في جراج سيارات، تسير حياته هادئة إلى أن تنقلب عندما يشاهد جريمة قتل، ويجبر على تزوير شهادته فيرفض أن يبيع ضميره، فتقتل العصابة زوجته ثم يدخل السجن وعندما يخرج يعد خطة للانتقام ممن قتل زوجته.

## طاقم التمثيل
- كريم عبد العزيز في دور محمود
- منة شلبي في دور منى
- عزت أبو عوف في دور كمال أبو العزم
- محمود الجندي في دور أبو محمود
- بسمة في دور الصحفية داليا
- رشا مهدي في دور ريهام كمال أبو العزم
- أحمد راتب في دور المحامي سليم
- محمد شومان في دور نبيل الدسوقي
- سليمان عيد في دور العسكري سليمان
- سعيد طرابيك في دور سيد
- عبد الله مشرف في دور الحرامي سعد
- رانيا شاهين في دور سندس
- محسن منصور في دور الصعيدي المزيف
- أحمد فؤاد سليم في دور رضا السنديوني
- فايق عزب في دور صلاح المنوفي
- أحمد عنان في دور الطفل مصطفى
- محمد حمدي في دور مروان كمال أبو العزم

## وصلات خارجية
- مقالات تستعمل روابط فنية بلا صلة مع ويكي بيانات